# Il libro della giungla (videogioco)
Il libro della giungla è un videogioco a piattaforme, ispirato al film d'animazione Disney del 1967 Il libro della giungla, ed è stato originariamente pubblicato nel 1994. Il videogioco è stato inizialmente pubblicato dalla Virgin Interactive nel 1993 per Sega Master System. Sono seguite nei periodi successivi conversioni del gioco per Game Boy, NES, Sega Mega Drive/Genesis, Sega Game Gear, Super NES, Game Boy Advance e PC. Mentre il gameplay è lo stesso in tutte le versioni del videogioco, tecnologicamente le differenze fra i vari sistemi hanno costretto gli sviluppatori ad effettuare alcuni cambiamenti, facendo sì che alla fine sono stati realizzati sei differenti versioni dello stesso gioco